# Brea de Aragón
Brea de Aragón é um município da Espanha na província de Saragoça, comunidade autónoma de Aragão. Tem 13,56 km² de área e em 2021 tinha 1 559 habitantes (densidade: 115 hab./km²).

## Demografia
| Variação demográfica do município entre 1991 e 2004 | Variação demográfica do município entre 1991 e 2004 | Variação demográfica do município entre 1991 e 2004 | Variação demográfica do município entre 1991 e 2004 |
| --------------------------------------------------- | --------------------------------------------------- | --------------------------------------------------- | --------------------------------------------------- |
| 1991                                                | 1996                                                | 2001                                                | 2004                                                |
| 2044                                                | 2019                                                | 1999                                                | 2013                                                |